# Вероника почтилопастная
Вероника почтилопастная (лат. Veronica sublobata) — однолетнее травянистое растение, вид рода Вероника (Veronica) семейства Подорожниковые (Plantaginaceae). Широко распространён в Европе.

## Ботаническое описание
Однолетнее травянистое растение, высотой до 15 см. Преимущественно восходящие стебли длиной от 5 до 50 см, волосистые.
Период цветения в северном полушарии — с марта по май. Прицветники тонкие, слабо пятилопастные, причем средняя доля длиннее широкой. Цветки на длинных цветоножках расположены одиночно в пазухах верхних листьев, небольшого размера диаметром от 4 до 5 мм имеют двойной околоцветник. Чашелистики треугольно-сердцевидной формы и заметно опушены. Венчики бледно-пурпурно-лиловые. Длина стилодия составляет от 0,3 до 0,8 мм. Цветоносы и плодоножки имеют одиночную линию волосков и часто дополнительно опушены выступающими волосками. Плодоножки в среднем имеют длину от 10 до 18 мм и в 0,8-0,9 раза больше длины прицветника и плодоножки. Почти шаровидный голый плод содержит до четырех семян размером примерно 2,5 × 2,2 мм.
Число хромосом 2n = 36.

## Распространение и экология
Ареал простирается от Северной и Западной, через Центральную и Южную Европу до северной части Балканского полуострова. Произрастает в прибрежных лесах, в садах и полях.

## Систематика
Вид был впервые научно описан в 1967 году Манфредом Адальбертом Фишером.